# 戦極 〜第九陣〜
戦極 〜第九陣〜（せんごく だいきゅうじん）は、日本の総合格闘技団体「戦極」の大会の一つ。2009年8月2日、埼玉県さいたま市のさいたまスーパーアリーナで開催された。

## 大会概要
メインイベントでは戦極ライト級チャンピオンシップが行われ、挑戦者廣田瑞人が王者北岡悟にTKO勝ちし、第2代戦極ライト級王座を獲得した。
フェザー級グランプリ2009の準決勝、決勝が行われ、金原正徳が準決勝で日沖発に判定負けしたものの、日沖のドクターストップにより決勝に進出し、決勝では小見川道大に判定勝ちで優勝を果たし初代戦極フェザー級王座に認定された。

## 試合結果

### オープニングファイト
第1試合 戦極G!杯 バンタム級 決勝戦 5分2R
○  小森亮介 vs.  沼尻健 ×
1R 3:25 KO（左フック）
※小森が戦極G!杯バンタム級優勝。
第2試合 戦極G!杯 フェザー級 決勝戦 5分2R
○  大澤茂樹 vs.  原井徹 ×
1R 4:24 TKO（レフェリーストップ：右ストレート→パウンド）
※大澤が戦極G!杯フェザー級優勝。
第3試合 戦極G!杯 ライト級 決勝戦 5分2R
○  臼田育男 vs.  安藤晃司 ×
2R終了 判定3-0（20-19、20-19、20-20※臼田優勢）
※臼田が戦極G!杯ライト級優勝。

### 本戦カード
第1試合 ヘビー級ワンマッチ 5分3R
○  中尾"KISS"芳広 vs.  チェ・ムベ ×
3R終了 判定3-0（30-28、30-28、30-29）
第2試合 フェザー級グランプリ2009 準決勝 5分3R
○  日沖発 vs.  金原正徳 ×
3R終了 判定3-0（30-27、29-27、29-28）
※日沖のドクターストップにより金原が決勝進出。
第3試合 フェザー級グランプリ2009 準決勝 5分3R
○  小見川道大 vs.  マルロン・サンドロ ×
3R終了 判定2-1（30-30※小見川優勢、30-30※小見川優勢、29-30）
※小見川が決勝進出。
第4試合 フェザー級グランプリ2009 リザーブマッチ 5分3R
○  ジョン・チャンソン vs.  マット・ジャガース ×
2R 1:25 三角絞め
※チャンソンがリザーブ権を獲得。
第5試合 ライト級ワンマッチ 5分3R
○  光岡映二 vs.  クレイ・フレンチ ×
1R 1:50 フロントチョーク
第6試合 ウェルター級ワンマッチ 5分3R
○  ダン・ホーンバックル vs.  郷野聡寛 ×
3R 2:50 KO（右ハイキック）
第7試合 ヘビー級ワンマッチ 5分3R
○  ブラゴイ・アレクサンドル・イワノフ vs.  藤田和之 ×
3R終了 判定2-1（30-28、27-30、29-29※イワノフ優勢）
第8試合 戦極ミドル級チャンピオンシップ挑戦者決定戦 5分3R
○  三崎和雄 vs.  中村和裕 ×
1R 3:03 TKO（レフェリーストップ：フロントチョーク）
※三崎が挑戦権獲得。
第9試合 フェザー級グランプリ2009 決勝戦 5分3R
○  金原正徳 vs.  小見川道大 ×
3R終了 判定2-1（29-28、29-28、29-29※小見川優勢）
※金原がグランプリ優勝。
第10試合 戦極ライト級チャンピオンシップ 5分5R
○  廣田瑞人 vs.  北岡悟 ×
4R 2:50 TKO（レフェリーストップ：グラウンドの膝蹴り）
※廣田が王座獲得に成功。

### 賞
ベストバウト賞： 日沖発 vs. 金原正徳
各選手にはボーナスとして100万円が支給された。